# بدلینو
بدلینو (به لهستانی:  Bydlino) یک روستا در لهستان است که در گمینا سووپسک واقع شده‌است. بدلینو ۲۱۰ نفر جمعیت دارد.